# 南旺グループ
南旺グループ（なんおうグループ）は、眼鏡・コンタクトレンズの製造・販売の一貫体制をとるメーカーである。

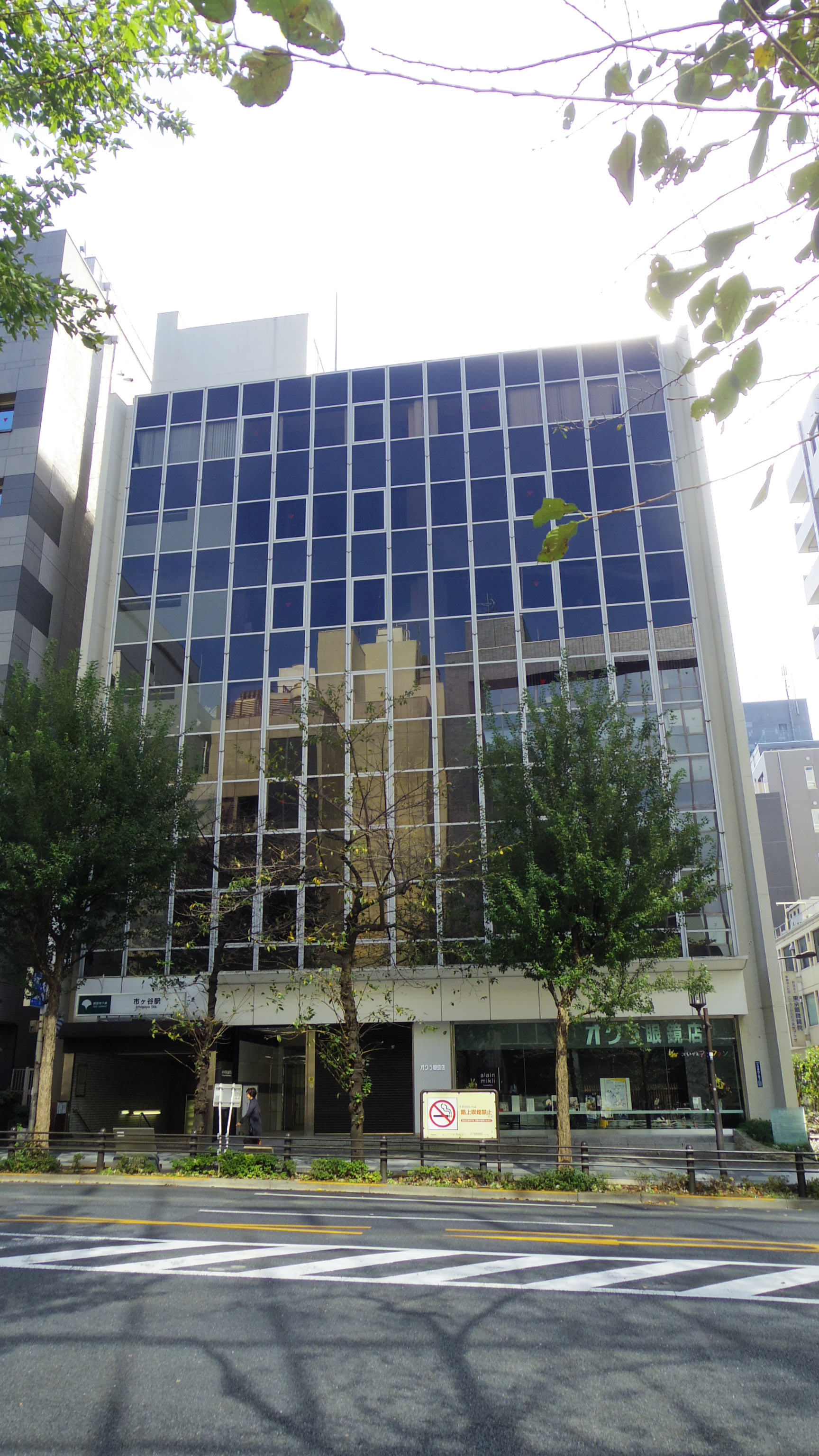
オグラ眼鏡店市ヶ谷店（東京都新宿区市ヶ谷）

## 概要
1941年、日本橋に「小倉眼鏡店」創業。戦後は東京都の主要ターミナルを中心として「小倉メガネ店」を出店。
1962年にはコンタクトレンズの製造のための子会社「レインボーオプチカル研究所」が、日本の国産初となるコンタクトレンズの製造・販売申請を当時の厚生省（現・厚生労働省）から承認を受け、更に1972年にはやはり日本初のソフトコンタクトレンズの製造・販売を手掛ける。
1991年、児童・青少年向けのメガネ専門店「こどもメガネ・アンファン」の1号店を原宿にオープン（のちに1994年新宿の小田急百貨店に移転）。
現在、東京都・神奈川県・千葉県・群馬県・栃木県・静岡県・大阪府に店舗を展開している。

## 構成企業

### 小売部門
- 株式会社オグラ（眼鏡）　創業当初は「株式会社小倉眼鏡店」。1985年に現社名。
- 株式会社プラザアイ（コンタクトレンズ）　1962年にレインボーオプチカル研究所直営のクリニック第1号店を開業。1993年に分社・独立

### 製造・卸し部門
- 南旺光学株式会社（眼鏡・コンタクトレンズ製造・卸し）　1954年創業
- 株式会社レインボーオプチカル研究所（コンタクトレンズ製造）　1959年に南旺光学より分社・独立して設立